# Tanjong Bunga
Tanjong Bunga, officiël: Tanjung Bunga, is een plaats in de Maleisische deelstaat Penang.
Tanjung Bunga telt 17.000 inwoners.